# Sali di N-ossoammonio
I sali di ossoammonio o sali di N-ossoammonio (o anche: sali di cationi amminossilici) sono composti contenenti il gruppo cationico >N+=O, isoelettronico al carbonile >C=O, dove l'atomo di azoto è legato covalentemente a due gruppi alchilici o arilici e legato ionicamente a un adatto controione X−, tipicamente l'anione tetrafluoroborato BF4−, perclorato ClO4−, o altri anioni di acidi forti, non coordinanti. Pertanto, la formula generale di questi sali è [R1R2N=O]+X−, dove R1 ed R2 sono alchili o arili. In questi composti l'atomo di azoto porta una carica positiva formale come in tutti i sali di ammonio, ma differisce da questi ultimi perché il suo schema di ibridazione è sp2 (non sp3), dovendo formare solo tre legami sigma; composti similari con N positivo e ibridato sp2 sono i nitroni, i nitrati alchilici o arilici e i nitroderivati alchilici o arilici; non così però il catione nitronio, dove N è ibridato sp.

## Proprietà
I cationi ossoammonio possono essere generati dall'ossidazione monoelettronica di radicali amminossilici R1R2N−O• (detti anche nitrossidi), che rimuove l'elettrone spaiato, rendendo i cationi ossoammonio diamagnetici. Inoltre, hanno proprietà ossidanti più spiccate: tendono infatti a catturare un elettrone, favoriti in questo anche dalla presenza della carica positiva, riducendosi e ridando facilmente i corrispondenti radicali amminossilici; questi ultimi (paramagnetici per un elettrone spaiato), in una seconda riduzione monoelettronica possono ancora acquisire un altro elettrone per dare anioni diamagnetici che sono basi coniugate di idrossilammine:
>N+=O  + e   →   >N−O•
>N−O•  + e   →   >N−O−
Il potere ossidante dei cationi di N-ossoammonio si può apprezzare dal loro potenziale standard di riduzione tipico: E° = +0,68 V, compreso tra il valore di +0,54 V della coppia redox I2 / I− e quello di +0,77 V di Fe3+ / Fe2+.
Tra i più noti sali di N-ossoammonio ci sono quelli del catione (2,2,6,6-tetrametilpiperidin-1-il)ossile, noto con la sigla [TEMPO]+, come pure quelli dei suoi 4-acetilammino derivati, noti come sali di Bobbitt.
La struttura del sale [TEMPO]+[BF4−] è stata indagata con la diffrazione ai raggi X; da questa risulta che la lunghezza del legame +N=O è di 118,4 pm, un valore che è un po' minore (legame un po' più forte) di quella del legame N=O nel nitrosometano (CH3-N=O), che è di 121,1 pm.
I prodotti di riduzione monoelettronica di questo tipo di sali di ossoammonio sono radicali liberi dotati di una certa non comune stabilità: il TEMPO (prodotto commerciale) è una polvere cristallina rossa-arancione, sublimabile; questa stabilità è attribuita al fatto che l'atomo di ossigeno piperidinico che porta l'elettrone spaiato viene a trovarsi tra quattro metili che in parte lo schermano e limitano, con il loro ingombro, la sua reattività e possibili sue dimerizzazioni. Questo rende le ossidazioni da parte di questi sali di ossoammonio delle reazioni generalmente pulite.
I sali di ossoammonio sono usati in chimica organica per convertire gli alcoli nei corrispondenti composti carbonilici. Tale reazione consiste in una deidrogenazione dell'alcol, che è anche un'ossidazione per l'atomo di carbonio alcolico. Più in generale, i cationi ossoammonio ossidanti in diversi altri substrati.
I sali di ossoammonio del tipo descritto sopra addizionano, in soluzione di acetonitrile, olefine trisostituite dando alcossiammine alliliche in reazioni di tipo ene,.
Con alcheni elettron-ricchi come eteri vinilici ed enammine gli alogenuri di ossoammonio si addizionano al doppio legame per dare α-alogenoeteridell'idrossilammina.